# Cigareta cvijet
Cigareta cvijet (lat. Cuphea ignea), biljna vrsta najpoznatija je u rodu kufeja, koja svoje ime zahvaljuje cvijetu cjevastog oblika jarkocrvene boje koji je na vrhu obojen ljubičastim i bijelim, i podsjeća na cigaretu s pepelom na vrhu.
Biljci su domovina Meksiko i Zapadnoindijski otoci (Jamajka). To je polugrm koji naraste do 40 cm visine, a pripada porodici vrbičevki.